# Du bist wie eine Blume (Bruckner)
Du bist wie eine Blume, WAB 64, ist ein weltliches Chorwerk, das 1861 von Anton Bruckner komponiert wurde.

## Geschichte
Bruckner komponierte das Stück nach einem Text von Heinrich Heine am 5. Dezember 1861. Auf Wunsch seines Freundes Alois Weinwurm  komponierte Bruckner es für das Eröffnungskonzert der Liedertafel Sängerbund.
Das Stück wurde 10 Tage später unter Bruckners Leitung im Redoutensaal von Linz von vier Solisten aufgeführt: Hermine und Wilhelmine Ritter, Heinrich Knoll und Ferdinand Hummel. Das Stück wurde ein Favorit von Sängerbund.
Bruckners Handschrift vom 5. Dezember 1861 (A-LIsakaWAB64) wird im Archiv der Stadt Linz aufbewahrt. Eine weitere undatierte Werkhandschrift (Mus.Hs.3166) befindet sich im Archiv der Österreichischen Nationalbibliothek. Eine Abschrift dieses Werkmanuskripts wurde erstmals in Band III/2, S. 193–196 der Göllerich/Auer-Biographie veröffentlicht. Eine auf dem Manuskript A-LIsakaWAB64 basierende Partitur ist in Band XXIII/2, Nr. 14 der Gesamtausgabe erschienen.

## Text
Das Lied verwendet einen Text aus Heinrich Heines Buch der Lieder.
Du bist wie eine Blume,

So hold und schön und rein;

Ich schau dich an, und Wehmut

Schleicht mir ins Herz hinein.

Mir ist, als ob ich die Hände

Aufs Haupt dir legen sollt’,

Betend, dass Gott dich erhalte

So rein und schön und hold.

## Musik
Das 32 Takte lange Werk in F-Dur ist für gemischtstimmiges Quartett geschrieben.

## Diskografie
Es gibt drei Aufnahmen des Liedes:
- Johannes Hiemetsberger, Chorus sine nomine, Romantik wiederentdeckt - Europäische Chorperlen des 19. Jahrhunderts – CD: Helbling C8352CD, 2017
- Reiner E. Moritz, Anton Bruckner - Die Entstehung eines Riesen – BR: Arthaus Musik NTSSC, 2021
Zusammen mit dem Dokumentarfilm gibt es auch eine Aufnahme von sieben Motetten[5] und zwei Weltlichen Chorwerken: Du bist wie eine Blume[6] und die Uraufführung von Vaterlandslied von Alexander Koller mit Hard-Chor-Linz und der Linzer Sängerakademie.
- Calmus Ensemble, Bruckner Vocal - Du bist wie eine Blume, WAB 64 – Carus, 2023 – Originalaufführung für Vokalquartett

Hinweis
- Ein Fragment, gesungen vom Chor der Singakademie Linz, befindet sich ab 30. Minute des Dokumentarfilms Das Leben Anton Bruckners von Hans Conrad Fischer (1974).
- Eine Aufführung von Stephen Cleobury mit dem BBC Choir (2011) befindet sich im Bruckner-Archiv: Charter Oak COR-2178 (Box mit 2 CDs).[7]